# Core (альбом)
Core (рус. «Сердцевина») — дебютный студийный альбом американской рок-группы Stone Temple Pilots, выпущенный 29 сентября 1992 года на лейбле Atlantic Records. Альбом достиг 1-й строчки в Top Heatseekers и 3-й в Billboard 200. Альбом стал 8x «платиновым» в 2001 году, что делает его самым продаваемым альбомом группы. Песня «Plush» удостоилась премии «Грэмми» за «Лучшее хард-рок исполнение».

## Об альбоме

### Запись
Первый записанный для альбома трек, «Wet My Bed», вышел из импровизации Скотта Уайланда и Роберта Делео. В конце дорожки можно услышать, как продюсер Брендан О’Брайан входит в студию и спрашивает: «Хорошо, и что теперь?» Остальная часть альбома была записана в течение пяти недель, после чего группа решила назвать дебютный альбом Core (рус. «Сердцевина»), ссылаясь на яблоко из Библейской истории Адама и Евы. Это также отражено на обложке альбома, на которой изображена Ева, крадущая яблоко с Эдемского Древа.

### Композиция
Core как дебютный альбом отражает попытку группы возродить ориентированный на альбомы подход к музыке 1970-х годов. Стремясь создать интенсивный и эмоциональный звук, вокалист Уайланд заявил, что главной темой альбома является то, что человечество находится в замешательстве, а также социальная несправедливость. К примеру, песня «Sex Type Thing», по словам Уайланда, рассказывает о злоупотреблении властью и отношении человечества к женщинам, которое рассматривает их только в качестве сексуальных объектов. «Naked Sunday», как говорит Уайланд: 
Об организованной религии. О людях, которые говорят другим, что делать и во что верить. Они выключают сознание людей и управляют массами.
Я чувствую себя изолированным, когда я думаю о том, что организованная религия не рассматривает всех как равных.
 Далее, объясняя свой лирический стиль на Core, Уайланд сказал следующее:

Я считаю, что все люди, независимо от возраста, расы, вероисповедания или сексуальной ориентации, должны иметь возможность свободно осуществлять свои права как человеческие существа, чтобы наслаждаться жизнью, добиваться того, чего они хотят, и не испытывать дискомфорта по поводу того, кем они являются. Думаю, я склонен считать темные стороны жизни более привлекательными, чем жёлтые и оранжевые. Это то, с чем я себя ассоциирую, когда слушаю музыку.
Оригинальный текст (англ.)I feel very strongly that all individuals, regardless of age, race, creed or sexual preference, should have the freedom to exercise their rights as human beings to enjoy life, pursue what they want and feel comfortable about who they are. I guess I tend to find the darker sides of life more attractive than the yellows and oranges. I know it's something that I relate to when I listen to music.

Знаете, когда слушаешь альбом Led Zeppelin, ты слушаешь весь альбом, а не только нечётные песни. Мы хотели сделать запись в этом роде. Мы хотели создать атмосферу, которая будет проходить прямо через весь альбом.
Лирика «Wicked Garden» помогает справиться с потерей невинности и чистоты, в то время, как «Sin» адресует слушателю «жестокие и уродливые» отношения. Композиция «No Memory», музыкальная интерлюдия между двумя этими песнями, написанная Дином Делео, описывается им как сделанная в духе Led Zeppelin (Zeppelinesque).

### Релиз
Core был выпущен 29 сентября 1992 года, в тот же день, что и второй и самый успешный альбом группы Alice in Chains. Примечательно, что оба они стали самыми успешными в историях групп, а также получили статус мультиплатиновых.

## Отзывы
Дон Кей из Kerrang! похвалил группу за «доверие и идентичность», столь необычные для дебютных альбомов. Однако в целом альбом получил смешанные отзывы. Музыкальные критики часто писали, что группа «своровала» стиль и песни других гранж-групп, таких, как Alice in Chains и Pearl Jam. Журнал Entertainment Weekly дал альбому оценку «B», однако в отзыве выражалось две абсолютно противоположных точки зрения.
Резкое разделение между растущим количеством поклонников и ненавистников группы было очевидно: в январе 1994 года в опросе, проведённом Rolling Stone, Stone Temple Pilots победила сразу в двух номинациях: «Лучшая группа года» и «Худшая группа года». Что касается первичного приёма альбома, Уайланд рассказал Entertainment Weekly в 2008 году: «В начале это было очень больно, потому что я просто предположил, что критики поймут, кто мы и откуда, что это не просто безликие рок-песни».
Композиция «Plush» в 1994 году получила премию «Грэмми» за лучшее хард-рок исполнение, а также выиграла Премию MTV Video Music Awards за лучшее дебютное видео в 1993 году.

## Наследие
Некоторые из песен альбома до сих пор часто появляются на радио в США. В октябре 2011 года Core занял 10-е место в списке лучших альбомов 1992 года по версии журнала Guitar World, обойдя акустический концертный альбом Эрика Клэптона Unplugged. В августе-сентябре 2012 года группа провела музыкальное турне, посвящённом 20-летнему юбилею альбома.

## Список композиций
Все тексты песен написаны Скоттом Уайландом, за исключением отдельно отмеченных случаев.
| №                   | Название                                  | Текст песни         | Музыка                             | Длительность |
| ------------------- | ----------------------------------------- | ------------------- | ---------------------------------- | ------------ |
| 1.                  | «Dead & Bloated»                          |                     | Роберт Делео, Уайланд              | 5:10         |
| 2.                  | «Sex Type Thing»                          |                     | Дин Делео, Эрик Кретц              | 3:38         |
| 3.                  | «Wicked Garden»                           |                     | Р. Делео, Д. Делео                 | 4:05         |
| 4.                  | «No Memory» (инструментальная композиция) |                     | Д. Делео                           | 1:20         |
| 5.                  | «Sin»                                     |                     | Р. Делео                           | 6:05         |
| 6.                  | «Naked Sunday»                            |                     | Р. Делео, Д. Делео, Кретц, Уайланд | 3:49         |
| 7.                  | «Creep»                                   | Уайланд, Р. Делео   | Р. Делео                           | 5:33         |
| 8.                  | «Piece of Pie»                            |                     | Р. Делео                           | 5:24         |
| 9.                  | «Plush»                                   | Уайланд, Кретц      | Р. Делео                           | 5:14         |
| 10.                 | «Wet My Bed»                              |                     | Р. Делео                           | 1:36         |
| 11.                 | «Crackerman»                              |                     | Р. Делео, Кретц                    | 3:14         |
| 12.                 | «Where the River Goes»                    |                     | Д. Делео, Кретц                    | 8:25         |
| Общая длительность: | Общая длительность:                       | Общая длительность: | Общая длительность:                | 53:33        |

Некоторые корейские копии альбома вместо Crackerman содержат акустическую версию Plush.

## Участники записи

### Stone Temple Pilots
- Скотт Уайланд — вокал
- Дин Делео — гитара
- Роберт Делео — бас-гитара
- Эрик Кретц — ударные

### Персонал
- Том Бейкер — микширование[25]
- Кристиан Клейтон — иллюстрации
- Катрина Диксон — фотография
- Ник Дидиа — инженер
- Дик Канеширо — второй инженер
- Брендан О’Брайан — продюсер
- Мартин Уэйланд — композитор

## Чарты

### Альбом
| Год  | Чарт                  | Высшая позиция |
| ---- | --------------------- | -------------- |
| 1992 | Top Heatseekers       | 1              |
| 1993 | Billboard 200         | 3              |
| 1993 | UK Albums Chart       | 27             |
| 1993 | Canadian Albums Chart | 8              |

#### Чарты 90-х
| Чарт (1990—1999) | Позиция |
| ---------------- | ------- |
| Billboard 200    | 93      |

### Синглы
| Год  | Песня            | Чарт                   | Высшая позиция |
| ---- | ---------------- | ---------------------- | -------------- |
| 1993 | «Sex Type Thing» | Mainstream Rock Tracks | 23             |
| 1993 | «Plush»          | Mainstream Rock Tracks | 1              |
| 1993 | «Plush»          | Modern Rock Tracks     | 9              |
| 1993 | «Plush»          | Top 40 Mainstream      | 18             |
| 1993 | «Plush»          | UK Singles Chart       | 23             |
| 1993 | «Wicked Garden»  | Mainstream Rock Tracks | 11             |
| 1993 | «Wicked Garden»  | Modern Rock Tracks     | 21             |
| 1993 | «Creep»          | Mainstream Rock Tracks | 2              |
| 1993 | «Creep»          | Modern Rock Tracks     | 12             |

## Сертификации
| Регион                | Сертификация  | Продажи    |
| --------------------- | ------------- | ---------- |
| Австралия (ARIA)      | Платиновый    | 70 000^    |
| Канада (Music Canada) | 2× Платиновый | 200,000^   |
| Великобритания (BPI)  | Серебряный    | 60 000^    |
| США (RIAA)            | 8× Платиновый | 8 000 000^ |